# 주톈신

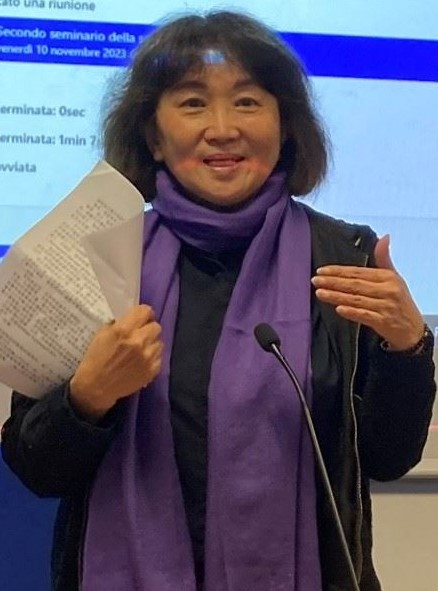

주톈신(朱天心, 1958년 3월 12일 ~ )은 타이완의 저자이다.

## 생애
1958년 3월 12일 타이완 펑산(鳳山)에서 태어났으며, 타이완대학 역사학과 출신의 재원이다. 아버지 주시닝(朱西寧)은 작가로 이름을 떨쳤고, 어머니 류모샤(劉慕沙)는 번역가이며, 언니 주톈원(朱天文) 역시 작가이자 허우샤오셴(侯孝賢) 영화의 각본가로서 이름이 알려져 있다. 특히 언니 주톈원은 우리나라에서 ≪이반의 초상(慌人手記)≫이라는 작품으로 먼저 소개되었으며, 추 티엔 원이라는 이름으로 더 잘 알려져 있다. 주톈신은 양친의 영향을 받아 십 대부터 창작을 시작했으며, 15세에 최초의 작품 ＜량샤오치의 하루(梁小琪的一天)＞가 ≪중화일보부간(中華日報副刊)≫에 게재되면서 작가로서의 활동을 시작하게 되었다. 그녀는 일찍이 ≪산산서간(三三書刊)≫의 편집장을 역임하기도 했지만, 현재는 작가 활동에 전념하고 있다.
주톈신의 초기 작품은 청춘 소설이 주를 이루었으나, ≪내가 기억하기에…(我記得…)≫(1987) 이후 전후의 타이완 사회를 묘사하고, 자신만의 독특한 역사관․시간관을 고수하는 개성적인 소설을 차례로 발표해 주목을 받고 있다. 특히 그녀는 중국 본토 출신(외성인)이던 아버지와 타이완 출신(본성인)인 어머니 사이에서 태어난 소위 ‘외성인 2세대’ 여성 작가로, 기억과 역사, 그리고 자신과 같은 집단의 심경을 대변하고 자신의 아이덴티티를 묻는 작품들을 발표해 주목을 받고 있다.
주톈신의 작품들 가운데, 대표작으로 손꼽히는 ≪고도(古都)≫는 1997년 ≪중국시보(中國時報, Chinese Times)≫에서 10대 소설에 선정되었으며, ≪연합신문(聯合報)≫에서 최우수 도서상을 수상하기도 했다. 또한 홍콩 시사 주간지 ≪아주주간(亞洲周刊)≫에서 선정한 20세기 중국 100대 소설에 선정되기도 했다.
주요 작품으로는 ≪사냥꾼들(獵人們)≫, ≪방주에서의 나날들(方舟上的日子)≫, ≪태평세월의 노래(擊壤歌)≫, ≪어제 내가 젊었을 때(昨日當我年經時)≫, ≪고향의 형제들을 그리며(想我眷村的兄弟們)≫, ≪방랑자(漫遊者)≫, ≪스물두 살이 되기 전에(二十二歲之前)≫, ≪초여름 연꽃 필 무렵의 사랑(初夏荷花時期的愛情)≫등 다수가 있다.
그 가운데 중․단편소설집 ≪고도(古都)≫는 출판 당시 문단과 학계에서 뜨거운 반향을 불러일으켰으며, 2000년 일본의 겐이치로 시미즈(淸水賢一郞)와 2007년 미국의 하워드 골드블랫(Howard Goldblatt)에 의해 각각 일본어와 영어로 번역․소개되기도 했다. 타이완에서는 여전히 베스트셀러로 꼽히며 독자들로부터 많은 관심과 사랑을 받고 있다.